# جبل واره
جبل واره، هو جبل صغير يقع في منطقة واره يرتفع 6 متراً عن سطح البحر، و يبعد عن العاصمة مدينة الكويت مسافة 57 كيلومتراً إلى الجنوب و مسافة 15 كيلومتراً شمال غرب منطقة برقان. طبيعته مكونة من الصخور الرملية الهشة. تعرف هذه المنطقة عند العرب أيام الجاهلية باسم أواره. شهدت منطقة واره أحداث تاريخية، فقامت بها معركتين، يوم أواره الأول و يوم أوارة الثاني.